# 아베나스턴
아베나스턴(네덜란드어: Abenaston)은 수리남의 도시이다.